# Meerten
Meerten (51° 56′ N, 5° 31′ L) é uma vila dos Países Baixos, na província de Guéldria. Meerten pertence ao município de Buren, e está situada a 9 km, a nordeste de Tiel.